# Jean II de Croÿ

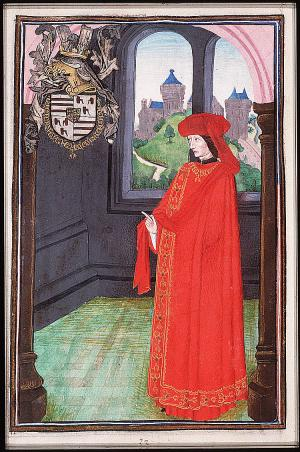
Jean II Croÿ come Cavaliere dell'Ordine del Toson d'oro, 1473

Stemma di Jean II de Croÿ

Jean II de Croÿ (Digione, 1390? – Valenciennes, 25 marzo 1473) fu Principe di Chimay e il capostipite della linea di Croÿ-Solre.

## Biografia
Jean II apparteneva al potente Casato di Croÿ. Era il secondo dei figli maschi sopravvissuti di Jean I de Croÿ e Marie de Craon.

Suo fratello maggiore era Antoine I de Croÿ.
Jean II de Croÿ era un membro facoltoso della corte borgognona. Governò l'Hainaut e Namur in nome dei Duchi di Borgogna in qualità di grand bailli de Hainaut. I suoi domini si concentravano sulla città di Chimay, di cui egli diventò il primo conte. Nel 1430, fu nominato uno dei primi Cavalieri dell'Ordine del Toson d'oro.
Era stato il padrino di Carlo il Temerario mel 1433 e del Delfino nel 1459.
Nel 1435 giocò un ruolo importante part nella formazione del Trattato di Arras. Successivamente fu incaricato di portare la città di Amiens sotto il controllo borgognone. Nel 1436 comandò l'esercito borgognone-fiammingo che assediò Calais e fu incolpato del fallimento totale della spedizione.

Durante l'Insurrezione di Gand (1449–1453), sollevò l'assedio di Oudenaarde e nel 1453, sconfisse Guglielmo di Brunswick-Lüneburg a Thionville, assicurando il Ducato del Lussemburgo alla Borgogna.

Fu anche tra quelli che presero il Voto del Fagiano nel 1454.
Jean ebbe un grande influenza su Filippo il Buono, per cui fu odiato da Carlo il Temerario.
Quando Carlo il Temerario salì al potere nel 1465, esiliò Jean, nonché suo figlio Philippe I de Croÿ-Chimay e suo fratello Antoine I de Croÿ. Jean si riconciliò con Carlo soltanto nel 1473, l'anno della sua morte.

## Matrimonio e figli
Egli fu il capostipite dell'unica linea del Casato di Croÿ oggi esistente, quella di Croÿ-Solre.
Sposò Marie de Lalaing, Dame de Quievrain et d'Escaussines (1390–1474) da cui ebbe:
- Jacques de Croÿ, Duca di Cambrai, Vescovo di Cambrai (1436 - 1516)
- Philippe I de Croÿ, II Comte de Chimay (Mons, 1430 - Bruges, 18 settembre 1482), signore di Quievrain,[3] suo successore
- Michel de Croÿ, Seigneur de Sempy (? - 1516)
- Olivier de Croÿ
- Jacqueline de Croÿ (1430–1500)
- Isabeau de Croÿ
- Jeanne de Croÿ
- Catherine de Croÿ (1440–1515)